# Franz Xaver von Wulfen
Franz Xaver von Wulfen (Belgrado, 5 de novembro de 1728 – Klagenfurt, 16 de março de 1805) foi um padre jesuíta, botânico, físico, matemático, alpinista e um mineralogista alemão. É creditado a ele a descoberta das plantas com flores Wulfenia carinthiaca, Saxifraga moschata e Stellaria bulbosa. Em 1845, o mineral wulfenite de molibdato de chumbo foi nomeado em sua homenagem por Wilhelm Karl von Haidinger.

## Vida
Wulfen nasceu em Belgrado. Seu pai, Christian Friedrich von Wulfen, era um tenente de alto escalão do Exército austríaco de ascendência sueca. Sua mãe, nascida Mariassy, era uma condessa húngara. A educação de Franz ocorreu no Ginásio Kaschau, na atual Košice, Eslováquia. Quando tinha 17 anos, ingressou em uma escola jesuíta em Viena. Após sua graduação, ele se tornou um instrutor escolar (principalmente de matemática e física) em Viena, Graz, Neusohl, Gorz, Laibach (Ljubljana) e, a partir de 1764, Klagenfurt. Depois da Supressão da Companhia de Jesus na década de 1760, ele permaneceu em Klagenfurt até sua morte. Em 1763, ele era oficialmente um padre. Wulfen morreu com a idade de 76 anos.

## Trabalho
A partir de seu vigésimo segundo ano, ele se dedicou à botânica. A flora das terras altas e do vale dos Alpes Orientais foi seu principal estudo. Para encontrar espécimes, Wulfen frequentemente subia o Großglockner e foi um pioneiro na exploração dos Alpes austríacos. Em 1781, ele publicou seus estudos na bem ilustrada Plantae rariorum Carinthicae (Plantas raras da Caríntia). Com sucesso particular, ele conduziu pesquisas de líquenes que ainda considerava uma divisão de algas. Ele fez várias viagens para o sul (em muitas ocasiões para o Mar Adriático) e para o norte até a Holanda.
Wulfen também foi pesquisador da fauna do interior da Áustria e do Mar Adriático. Ele se preocupava principalmente com insetos, peixes e pássaros.

## Reconhecimentos e comemoração
Em 1796, Wulfen foi eleito membro estrangeiro da Real Academia Sueca de Ciências. O gênero Wulfenia foi nomeado em 1782 em sua homenagem por Nikolaus Joseph von Jacquin. Além disso, ele é homenageado por plantas com o epíteto específico de wulfenii. Um monumento em Klagenfurt, erguido em 1838, o homenageia, descrevendo-o como "igualmente grande como sacerdote, estudioso e homem".

## Trabalhos
- Plantae rariores carinthiacae. V: Miscelânea austriaca ad botanicam, chemiam et historiam naturalem spectantia, vol. I (1778) str. 147–163 no vol. II (1781) str. 25-183
- Abhandlung vom Kärntner Bleispate, 1785
- Plantae rariores carinthiacae. V: Collectanea ad botanicam, chemiam et historiam naturalem, vol. I (1786) str. 186-364, vol. II (1788) str. 112–234, vol. III (1789) str. 3-166, vol. IV (1790) str. 227-348
- Descriptiones Quorumdam Capensium Insectorum, 1786
- De Plumbo Spatoso Carinthiaco, 1791
- Plantae rariores descriptae, 1803
- Cryptogama aquatica, 1803
- Flora Norica phanerogama, 1858[7] (publicada postumamente como grande parte de sua obra)